# Жилолист шорсткий
Жилолист шорсткий, або дейція шорстка (Deutzia scabra) — вид квіткових рослин роду жилолист родини гортензієвих (Hydrangeaceae), який походить з Японії та інтродукований у материковій частині Східної Азії, Європи і Північної Америки. На батьківщині в Японії він походить з регіону Канто, на захід до островів Кюсю та Сікоку. Природне середовище існування - уздовж узлісь та кам'янистих галявин. Він толерантний до порушень, і його кущі можна побачити безпосередньо на кам'яних стінах, уздовж доріг та в інших невгіддях. 
Жилолист шорсткий - листяний чагарник, що виростає на 1-2 метри заввишки. Характерною ознакою, яка відрізняє його від інших японських жилолистів, є часто диморфні листки: ті, що ростуть ближче до суцвіть, — сидячі та злегка зрослі, тоді як листки внизу стебла - черешкові. Він випускає волоті білих квітів, що цвітуть від травня до липня. 
Сорт Candidissima має повні квіти і кущі вищі за  типові рослини виду - до 4 м (13 фут). Сорт відзначений нагородою Королівського садівничого товариства за садові заслуги. Також нагороду отримав сорт з повними рожевими квітами "Codsall Pink".